# MCNP
Monte Carlo N-Particle Transport Code (MCNP®) — семейство программ для моделирования процесса переноса ионизирующего излучения (нейтронов, фотонов, электронов и др.) в материальных системах с использованием методов Монте-Карло. Разработчик — Лос-Аламосская национальная лаборатория (США). Программа написана на языках программирования ANSI С и FORTRAN (90 и 95).
Программа моделирует взаимодействие частиц с веществом системы. Рассматриваются реакции рассеяния и захвата, а также деления ядер нейтронами. Генерирует источник вторичных частиц, образующихся в ядерных реакциях (нейтроны деления, фотоны, электроны) или при электрон-электронном взаимодействии. Программа не рассматривает распад нестабильных ядер и их излучение[уточнить].
Используется для решения задач в области физики ядерных реакторов, радиационной защиты, радиационной медицины.

## MCNP5
История MCNP берёт своё начало в 1950-е — 1960-е годы, когда в ЛАНЛ были разработаны программы MCS, MCN (моделирование распространения нейтронов в трёхмерной геометрии), MCP (расчёт переноса фотонного излучения с энергией выше 1 кэВ) и MCG (расчёт переноса гамма-излучения). В 1973 году были объединены программы MCN и MCG. Так появился предвестник MCNP — программа MCNG. В 1983 году вышла первая версия, написанная на языке Фортран 77. В 2001 году началась разработка новой версии MCNP, которая поддерживает полноценный параллелизм с использованием протоколов MPI и OpenMP. MCNP5 поддерживает платформы IRIX, DEC Alpha, AIX, SPARC, x86 (GNU/Linux и Microsoft Windows). Начиная с 5 версии в MCNP появилась возможность моделировать фотоядерные реакции с образованием нейтронов, использующая библиотеки сечений фотоядерных реакций.

## MCNPX
В ЛАНЛ разработана программа MCNPX, являющаяся сочетанием транспортного кода MCNP с программой LAHET, предварительно моделирующей расщепление ядер мишени под действием таких «снарядов» как, например, протоны и легкие ядра (альфа-частицы, ядра 12С и т. д.). Её первая версия стала доступна в ноябре 1999 года. Последняя выпущенная версия 2.7.0. После неё программы MCNP5 и MCNPX были объединены в MCNP 6.
Программа MCNP позволяет судить о степени критичности ядерной системы.
Программы MCNP/MCNPX также могут использоваться для расчетов наработки различных ядерных материалов и попадают под экспортные ограничения Министерства энергетики США, а доступ к этим программам (платный в общем случае) предоставляется по выполнению ряда требований.
Применение программы MCNP возможно с помощью входного файла, который содержит информацию о трехмерном строении изучаемой экспериментальной установки, о местоположении и характеристиках источника излучения и запрос об интересующих потоках и других физических величинах.
Работа с программой MCNP требует индивидуальной лицензии. Решение о предоставлении лицензии принимается центром по информации о радиационной безопасности США (англ. Radiation Safety Information Computational Center (RSICC)). Программа может предоставляться бесплатно сотрудникам Министерства энергетики США и ряду отдельных категорий исследователей.